# 국제반신권
국제반신권(영어: International Reply Coupon, IRC)은 우편을 송달할 때, 발송인이 상대방의 수취인에게 답신용의 우편요금을 부과시키지 않고 싶을 때 편지에 같이 동봉하여 보내는 국제 통용의 일종의 우표대체 유가증권이다. 만국우편연합 회원국에서만 사용된다. 국제반신권은 스위스 베른의 만국우편연합 본부에서만 인쇄하고 배포할 권리가 있다.

## 모양
국제반신권의 규격과 도안은 동일하며, 만국우편연합의 공용어가 프랑스어이기 때문에 전면이 프랑스어로 적혀있다. 좌측 일부인란에는 판매국의 이니셜이 삽입되어 있으며, 좌측과 우측 일부인란 사이에도 판매국의 명칭이 기입되어 있다. 뒷면에는 독일어, 영어, 아랍어, 중국어, 스페인어, 러시아어로 "이 권은 모든 UPU회원국에서 항공편을 이용해 외국으로 보내는 비등기일반품목 혹은 편지에 대한 최소우편요금으로 교환할 수 있습니다." 라고 적혀 있으며, 원래는 배포된 국가의 언어로 된 설명글도 적혀 있었다. 설명문 밑에는 이 6개 언어로 된 사용만료일이 적혀 있고, 전면 우측 상단에는 반신권 양식번호인 'CNO1'이, 좌측 상단에는 만국우편연합 상징이 인쇄되어 있다. 발송국 일부인란과 교환국 일부인란 중심에 투문이 있는데, 중심 P로 사면이 U자가 나타나는 형태이다. 전에는 다윗별 3개가 삽입되어 있는 형태도 있었다.

## 역사

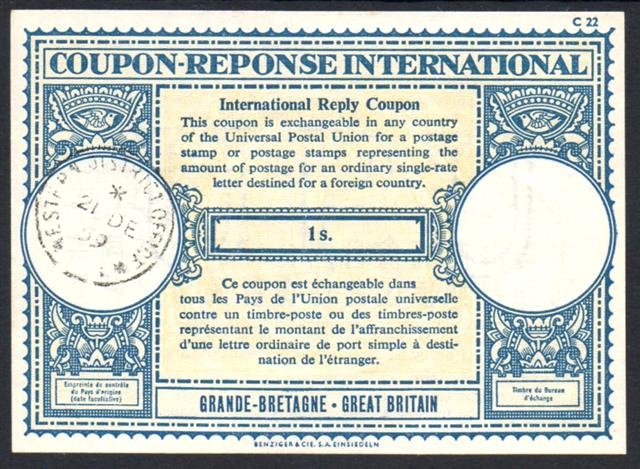
영국에서 사용된 런던 디자인

IRC는 1906년 로마에서 개최된 만국우편연합 총회에서 처음 제기되어 1907년 10월 1일 최초로 발매했다. 이때는 아직 이 개념이 널리 퍼지지 않았고 항공국제우편이 도입이 되지 않았던 때라 그렇게 많이 사용되지는 않았고, 현재와는 달리 타국으로 육상수송되는 우편요금과 동일한 우표로 교환되었다. 국제반신권 수집가들은 국제반신권 도안을 변경한 만국우편연합 총회가 개최된 도시에 따라 지금까지 발행된 반신권 종류의 명칭을 작명한다.
- 로마 디자인 (1907년 10월 1일 발행)
- 런던 디자인 (1930년 7월 1일 발행)
- 빈 디자인 (1965년 12월 1일 발행)
- 로잔 디자인 (1975년 1월 1일 발행)
- Beijing Model No.1 디자인 (2002년 1월 1일 발행)
- Beijing Model No.2 디자인 (2006년 7월 1일 발행) ~ 현재 나이로비 디자인 발행으로 사용 만료일은 2009년 12월 31일이다.
- 특별 한정판인 'Centuary' - 국제반신권 100주년을 기념해 18만장을 발행하여 2007년 2월 1일 37개국에만 발매했다. 각 국가당 10000장, 수집인구가 적으면 500혹은 1000장만 배포했다.
- 나이로비 디자인 (2009년 9월 1일 발행)

## 사용
국제반신권은 발송인이 우체국에 가지고 갔을 때 수취인이 거주하고 있는 국가(반드시 만국우편연합 회원국이어야 함.)까지 20g 이하 비등기 일반국제항공우편의 최소요금과 같은 값의 국내우표와 교환할 수 있다. IRC를 사용할 때는 발송국(판매국)의 국제일부인이 좌측 칸에 반드시 소인되어야 하며 그렇지 않으면 무효로 처리되어 교환이 불가능하다. 또한 교환국에서도 교환 시 우측 칸에 교환국의 국제일부인이 날인되고 그 반신권은 교환국에서 보관하게 된다. 만국우편연합 회원국이라면 반드시 국제반신권을 우표로 교환해야 할 의무가 있지만, 비회원국일 시에는 의무가 없다. IRC는 전통적으로 예의상 아마추어 무선 통신가들이 상대방에게 QSL카드(교신증명카드)를 보낼 때 사용한다.
판매가는 국가마다 다 다르며 현재 한국은 1,450원이다. 교환액도 국가마다 다른데 예를 들어 미국에서는 0.90$이다. 만국우편연합 국제반신권 제도상 회원국마다 반신권을 반드시 판매할 의무는 없어서, 자국에서 다른 나라의 반신권을 사용하는 것도 가능하다. 각 국가별 요금은 다음과 같다. (자국명-자국화폐단위-환산액, 2007년 기준)
- 대한민국 - 항공서장 4지역 20g 요금(850원)
- 니제 - 50NGN - 500원
- 필리핀 - 45PHP - 1100원
- 인도 - 44INR - 1170원
- 카타르 - 4QAR - 1340원
- 터키 - 1.75TRY - 1390원
- 가나 - 10000GHC - 1390원
- 네팔 - 80NPR - 1530원
- 몰타 - 0.42MTL - 1530원
- 일본 - 130Y - 1378원
- 지브롤터 - 0.75GIP - 1590원
- 벨기에 - 2EUR - 3120원
- 아르메니아 - 650AMD - 1810원
- 중국 - 12CNY - 1920원
- 룩셈부르크 - 1.20EUR - 1950원
- 슬로바티아 - 300SIT - 1950원
- 스위스 - 2CHF - 2000원
- 오스트리아 - 1.50EUR - 2300원
- 영국 - 0.90GBP - 2140원
- 홍콩 - 14HKD - 2200원
- 미합중국 - 1.85USD - 2260원
- 오스트레일리아 - 2.50AUD - 2280원
- 헝가리 - 420HUF - 2340원
- 핀란드 - 1.55EUR - 2420원
- 아이슬란드 - 150ISK - 2650원
- 독일 - 2EUR - 3120원
- 리투아니아 - 7.30LTL - 3300원
- 캐나다 - 3.50CAD - 3840원